# FC Forlì
FC Forlì (wł. Football Club Forlì S.r.l.) – włoski klub piłkarski, mający siedzibę w mieście Forlì, w północnej części kraju, grający od sezonu 2025/26 w rozgrywkach Serie C.

## Historia
Chronologia nazw:
- 1919: Unione Sportiva Forti e Liberi
- 1927: Associazione Sportiva Forlì
- 1945: Unione Sportiva Forti e Liberi
- 1950: Associazione Calcio Forlì
- 1983: Calcio Forlì
- 2002: klub rozwiązano
- 2002: Associazione Calcio Forlì S.r.l.
- 2006: klub rozwiązano
- 2006: Associazione Sportiva Dilettantistica Nuovo Forlì 1919
- 2007: Football Club Forlì S.r.l. Dilettantistica – po reorganizacji Associazione Sportiva Dilettantistica Associazione Calcio Sporting Forlì
- 2012: Football Club Forlì S.r.l.

Klub sportowy US Forti e Liberi został założony w miejscowości Forlì w 1919 roku. Wkrótce dołączył do FIGC i w sezonie 1919/20 debiutował w Terza Categoria Emilia (D3), awansując do Promozione Emilia. W sezonie 1920/21 po wygraniu grupy C Promozione Emilia, potem zajął trzecie miejsce w grupie finałowej. 24 lipca 1921 roku, podczas zgromadzenia na którym przedstawiono Projekt Pozzo, plan reformy mistrzostw, który przewidywał zmniejszenie mistrzostw Pierwszej Dywizji Północnej do zaledwie 24 uczestników w porównaniu z 64 uczestnikami mistrzostw sezonu 1920/21, 24 największe włoskie kluby odłączyli się od FIGC, tworząc federację (CCI) i mistrzostwo (Prima Divisione, znane również jako Torneo delle 24). Klub zdecydował się pozostać w szeregach FIGC, zajmując w sezonie 1921/22 czwarte miejsce w grupie finałowej, po wygraniu wcześniej grupy B Promozione Emilia. Przed rozpoczęciem sezonu 1922/23 ze względu na kompromis Colombo dotyczący restrukturyzacji mistrzostw, klub został zakwalifikowany do Terza Divisione Emilia (D3). Po reorganizacji systemu ligi w 1926 i wprowadzeniu najwyższej klasy, zwanej Divisione Nazionale klub w sezonie 1926/27 wygrał najpierw grupę C Terza Divisione Emilia, a potem zajął drugie miejsce w finałowej grupie C Terza Divisione Nord (D4) i wrócił do trzeciego poziomu. W 1927 klub zmienił nazwę na AS Forlì. W sezonie 1927/28 zwyciężył w grupie E Seconda Divisione Nord i został promowany do Prima Divisione Nord. W sezonie 1929/30 po podziale najwyższej dywizji na Serie A i Serie B poziom Prima Divisione został zdegradowany do trzeciego stopnia. W sezonie 1935/36 jako trzeci poziom została wprowadzona Serie C, a liga została zdegradowana do czwartego poziomu. W 1936 zespół awansował do Serie C. W trzeciej lidze występował do 1943 roku, aż do rozpoczęcia na terenie Włoch działań wojennych II wojny światowej, wskutek czego mistrzostwa 1943/44 zostały odwołane. W 1944 startował w wojennych rozgrywkach Campionato Misto di Guerra del Direttorio VI Zona (Emilia), plasując się na piątej pozycji w grupie B.
Po zakończeniu II wojny światowej, klub wznowił działalność w 1945 roku jako US Forti e Liberi i został zakwalifikowany do Serie B-C Alta Italia. W 1946 klub awansował do Serie B, ale po zajęciu 19.pozycji w grupie B Serie B w sezonie 1946/47 spadł z powrotem do Serie C. W 1948 roku w wyniku reorganizacji systemu lig został zdegradowany do Promozione Centro. W 1950 wrócił do Serie C, po czym zmienił nazwę na AC Forlì. W 1952 po kolejnej reorganizacji systemu lig klub spadł do IV Serie, która w 1957 zmieniła nazwę na Campionato Interregionale - Prima Categoria. W 1958 klub otrzymał promocję do Serie C, ale w 1965 spadł do Serie D. W 1968 na rok zespół awansował do Serie C. W 1977 ponownie zdobył awans do Serie C. Przed rozpoczęciem sezonu 1978/79 Serie C została podzielona na dwie dywizje: Serie C1 i Serie C2, wskutek czego klub został zakwalifikowany do Serie C1. W 1983 klub został zdegradowany do Serie C2, po czym zmienił nazwę na Calcio Forlì. W 1990 spadł do Campionato Interregionale, które w 1990 zmieniło nazwę na Campionato Nazionale Dilettanti. W 1993 zespół wrócił do Serie C2, a w 1997 spadł z powrotem do Campionato Nazionale Dilettanti, które w 1999 zmieniło nazwę na Serie D. W 2002 ponownie awansował do Serie C2, ale potem klub został postawiony w stan likwidacji.
Latem 2002 powstał nowy klub o nazwie AC Forlì S.r.l., który uzyskał od FIGC przeniesienie tytułu sportowego i zawodników ze zlikwidowanego związku. Po czterech sezonach w Serie C2, zespół w 2006 został zdegradowany do Serie D, a następnie zbankrutował z powodu problemów finansowych.
W 2006 roku klub został reaktywowany jako ASD Nuovo Forlì 1919 i rozpoczął występy od najniższej ligi - Terza Categoria Ravenna (D10).
W 2007 roku inny klub z miasta ASD AC Sporting Forlì, który występował w Promozione Emilia-Romagna (D7) został reorganizowany, zmieniając nazwę na FC Forlì S.r.l. Dilettantistica. W 2008 roku zespół awansował do Eccellenza Emilia-Romagna, w 2010 do Serie D, a w 2012 do Lega Pro Seconda Divisione. W 2012 klub przyjął nazwę FC Forlì S.r.l. Przed rozpoczęciem sezonu 2014/15 wprowadzono reformę systemy lig, wskutek czego klub został zakwalifikowany do Lega Pro. W 2015 klub został zdegradowany do Serie D, a w 2016 wrócił do Lega Pro. W sezonie 2016/17 zajął 18.miejsce w grupie B Prima Categoria Emilia-Romagna i po przegranych barażach został zdegradowany do Serie D.

## Barwy klubowe, strój
|  |  |

Klub ma barwy biało-czerwone. Zawodnicy domowe spotkania zazwyczaj grają w pasiastych pionowo biało-czerwonych koszulkach, czerwonych spodenkach oraz czerwonych getrach.

## Sukcesy

### Trofea międzynarodowe
Nie uczestniczył w rozgrywkach europejskich (stan na 31-05-2020).

### Trofea krajowe
| \| \| Zdobyte trofea w rozgrywkach Włoch (stan na: 31-08-2020) \| |                                                          |      |                                        |
| Rozgrywki                                                         | Osiągnięcie                                              | Razy | Sezon(y)                               |
| · Mistrzostwo                                                     | I miejsce                                                | 0    |                                        |
| · Mistrzostwo                                                     | II miejsce                                               | 0    |                                        |
| · Mistrzostwo                                                     | III miejsce                                              | 0    |                                        |
| · Puchar                                                          | zdobywca                                                 | 0    |                                        |
| · Puchar                                                          | finalista                                                | 0    |                                        |
| · Puchar                                                          | 1/8 finału                                               | 1    | 1922                                   |
| II liga                                                           | I miejsce                                                | 2    | 1920/21 (C Emilia), 1921/22 (B Emilia) |
| II liga                                                           | II miejsce                                               | 1    | 1928/29 (C)                            |
| II liga                                                           | III miejsce                                              | 1    | 1920/21 (finale Emilia)                |
| II liga                                                           | 19.miejsce                                               | 1    | 1946/47 (B)                            |
| Włochy                                                            | Zdobyte trofea w rozgrywkach Włoch (stan na: 31-08-2020) |      |                                        |

- Terza Divisione/Seconda Divisione/Serie C/Serie C1 (D3):
  - mistrz (5x): 1922/23 (B Emilia), 1923/24 (A Emilia), 1927/28 (E), 1930/31 (B), 1931/32 (B)
  - wicemistrz (3x): 1922/23 (finale Emilia), 1925/26 (C Emilia), 1963/64 (B)
  - 3.miejsce (3x): 1923/24 (finale Emilia), 1930/31 (finale B), 1979/80 (A)

### Inne trofea
- Puchar Serie C w piłce nożnej:
  - finalista (1x): 1994/95

## Piłkarze, trenerzy, prezydenci i właściciele klubu

### Prezydenci
- 1923–1927:  Giuseppe Pasqui

...
- od 2019:  Gianfranco Cappelli

## Struktura klubu

### Stadion
Klub piłkarski rozgrywa swoje mecze domowe na Stadio Tullo Morgagni w mieście Forlì o pojemności 3,5 tys. widzów.

### Derby
- Ravenna FC 1913
- Cesena FC
- Imolese Calcio 1919
- US Baracca Lugo